# Leyton House CG901
A Leyton House CG901 egy Formula–1-es versenyautó, melyet a Leyton House csapat versenyeztetett az 1990-es Formula–1 világbajnokság során. Pilótái Maurício Gugelmin és Ivan Capelli voltak.

## Áttekintés
Akárcsak elődjét, ezt az autót is Adrian Newey tervezte. Összesen öt kasztni épült, amelyekbe a Judd EV motorok kerültek, az egyik kasztnit pedig átépítették, hogy tesztelhessék vele az Ilmor motorjait.
Az autó kétféle specifikációban készült el: az A variánst a szezon első, a B-t a második felében használták. Utóbbi bevetésére azért volt szükség, mert mint kiderült, téves adatokat nyertek ki a szélcsatornás tesztek során (az annak falában keletkezett vetemedés miatt), ezért alapvetően félretervezték a kasztnit. Az autót érő erőhatások miatt az előd CG891-es típushoz képest még merevebb váz készült. A pilótafülke meglehetősen szűkre és zsúfoltra sikerült, az autó alján két jól látható kitüremkedés is van, mert csak így fért el a versenyzők sarka. Külsőre meglehetősen szép autó volt, a kifinomult aerodinamikájának köszönhetően. A B variáns új padlólemezt is kapott, amely a hátsó diffúzor gerjesztette tapadáselőnyt szándékolt javítani. A motorborítás szűk és keskeny lett, a felfüggesztés kemény, a futómű pedig rendkívül merev.
A szezon első fele a már említett tervezési hiányosságok miatt rosszul sikerült, gyakran a kvalifikáció is nehezére esett a csapatnak. Mint kiderült, az autó csak tükörsima aszfalton volt tökéletesen vezethető, bármilyen úthiba megléte esetén vezethetetlenné vált. A francia nagydíjra megjöttek az újítások, és ennek köszönhetően a Leyton House valósággal megtáltosodott, Capelli pedig a második helyen ért célba. Ez azonban csak egy rövid felvillanás volt, mert az összképet továbbra is rontotta a gyenge megbízhatóság. Szezon közben a hibák miatt Neweyt is kirúgta a csapat.

## Utóélete
Az autó később többször is bemutatták különféle rendezvényeken, köztük a 2025-ös brit nagydíjon, ahol a sportág 75. születésnapját ünnepelték legendás régi autókkal. A kiállított autóból azonban egy ismeretlen személy ellopta a kormánykereket.

## Eredmények
| Év   | Csapat              | Motor   | Gumik | Pilóták           | 1   | 2   | 3   | 4   | 5   | 6   | 7   | 8   | 9   | 10  | 11  | 12  | 13  | 14  | 15  | 16  | Pontok | Helyezés |
| ---- | ------------------- | ------- | ----- | ----------------- | --- | --- | --- | --- | --- | --- | --- | --- | --- | --- | --- | --- | --- | --- | --- | --- | ------ | -------- |
| 1990 | Leyton House Racing | Judd EV | G     |                   | USA | BRA | SMR | MON | CAN | MEX | FRA | GBR | GER | HUN | BEL | ITA | POR | ESP | JPN | AUS | 7      | 7.       |
| 1990 | Leyton House Racing | Judd EV | G     | Maurício Gugelmin | 14  | NK  | KI  | NK  | NK  | NK  | KI  | NI  | KI  | 8   | 6   | KI  | 12  | 8   | KI  | KI  | 7      | 7.       |
| 1990 | Leyton House Racing | Judd EV | G     | Ivan Capelli      | KI  | NK  | KI  | KI  | 10  | NK  | 2   | KI  | 7   | KI  | 7   | KI  | KI  | KI  | KI  | KI  | 7      | 7.       |